# Karigodanahalli, Alur
Karigodanahalli là một làng thuộc tehsil Alur, huyện Hassan, bang Karnataka, Ấn Độ.